# Kid A
Kid A là album phòng thu thứ tư của ban nhạc rock người Anh, Radiohead, được phát hành vào tháng 10 năm 2000 bởi hãng Parlophone. Album là một sản phẩm thành công toàn cầu, với chứng chỉ Bạch kim ngay trong tuần đầu tiên phát hành tại Anh. Cho dù không có bất cứ đĩa đơn hay video ca nhạc nào quảng cáo, Kid A vẫn là album đầu tiên của Radiohead đạt vị trí quán quân trong bảng xếp hạng tại Mỹ. Thành công này có thể được giải thích với một chiến dịch quảng bá đặc biệt chưa từng có, cùng với việc rò rỉ các ca khúc thông qua internet cũng như danh tiếng của ban nhạc kể từ sản phẩm OK Computer (1997).
Kid A được thu âm rải rác tại Paris, Copenhagen, Gloucestershire và Oxford cùng nhà sản xuất Nigel Godrich. Phần sáng tác và thu âm được thực hiện toàn bộ bởi Radiohead khi họ quyết định thay thế thứ rock đặc trưng của mình bằng một thứ âm nhạc giàu tính điện tử hơn. Ảnh hưởng từ Krautrock, jazz và âm nhạc cổ điển thế kỷ 20, Radiohead đã từ bỏ đội hình 3-guitar của mình và thay thế bằng nhiều nhạc cụ mới, trong đó có keyboard, Martenot và trong vài ca khúc có cả dàn dây và kèn hơi. Phần thiết kế được thực hiện bởi Stanley Donwood và Thom Yorke, ngoài ra nhiều đoạn phim hoạt hình ngắn có tên "blips" cũng được sản xuất kèm album.
Kid A được trao giải Grammy cho Album Alternative của năm, cùng với đó là đề cử cho Album của năm. Album cũng được đánh giá cao cho việc giúp người nghe tiếp cận với những hình thức mới của âm nhạc underground. Cho dù phong cách mới của ban nhạc đã làm mất lòng nhiều người hâm mộ và cả giới chuyên môn, các bài viết vẫn đánh giá rất cao Kid A. Hầu hết các đánh giá đều cho rằng đây là album xuất sắc nhất của thập niên 2000 và là một trong những album vĩ đại nhất mọi thời đại. Cho tới hiện tại, album đã bán được ít nhất 4 triệu bản trên toàn cầu.

## Danh sách đĩa nhạc
Tất cả nhạc phẩm được soạn bởi Radiohead, các sáng tác khác được ghi chú bên.
| STT | Nhan đề                                              | Thời lượng |
| --- | ---------------------------------------------------- | ---------- |
| 1.  | "Everything in Its Right Place"                      | 4:11       |
| 2.  | "Kid A"                                              | 4:44       |
| 3.  | "The National Anthem"                                | 5:51       |
| 4.  | "How to Disappear Completely"                        | 5:56       |
| 5.  | "Treefingers"                                        | 3:42       |
| 6.  | "Optimistic"                                         | 5:15       |
| 7.  | "In Limbo"                                           | 3:31       |
| 8.  | "Idioteque" (Radiohead, Paul Lansky, Arthur Kreiger) | 5:09       |
| 9.  | "Morning Bell"                                       | 4:35       |
| 10. | "Motion Picture Soundtrack"                          | 7:01       |

| "Special Collectors Edition" Đĩa 2 | "Special Collectors Edition" Đĩa 2                                                      | "Special Collectors Edition" Đĩa 2 |
| STT                                | Nhan đề                                                                                 | Thời lượng                         |
| ---------------------------------- | --------------------------------------------------------------------------------------- | ---------------------------------- |
| 1.                                 | "Everything in Its Right Place" (BBC Radio One Evening Session - 11/15/00)              |                                    |
| 2.                                 | "How To Disappear Completely" (BBC Radio One Evening Session - 11/15/00)                |                                    |
| 3.                                 | "Idioteque" (BBC Radio One Evening Session - 11/15/00)                                  |                                    |
| 4.                                 | "The National Anthem" (BBC Radio One Evening Session - 11/15/00)                        |                                    |
| 5.                                 | "Optimistic (trực tiếp)" (Lamacq Live in Concert: Victoria Park, Warrington - 02/10/00) |                                    |
| 6.                                 | "Morning Bell (trực tiếp)" (Canal+ Studios - 28/04/01)                                  |                                    |
| 7.                                 | "The National Anthem (trực tiếp)" (Canal+ Studios - 28/04/01)                           |                                    |
| 8.                                 | "How To Disappear Completely" (Canal+ Studios - 28/04/01)                               |                                    |
| 9.                                 | "In Limbo (trực tiếp)" (Canal+ Studios - 28/04/01)                                      |                                    |
| 10.                                | "Idioteque (trực tiếp)" (Canal+ Studios - 28/04/01)                                     |                                    |
| 11.                                | "Everything in Its Right Place (trực tiếp)" (Canal+ Studios - 28/04/01)                 |                                    |
| 12.                                | "Motion Picture Soundtrack (trực tiếp)" (Canal+ Studios - 28/04/01)                     |                                    |
| 13.                                | "True Love Waits (trực tiếp)" (I Might Be Wrong (thu âm trực tiếp))                     |                                    |

| "Special Collectors Edition" DVD | "Special Collectors Edition" DVD                               | "Special Collectors Edition" DVD |
| STT                              | Nhan đề                                                        | Thời lượng                       |
| -------------------------------- | -------------------------------------------------------------- | -------------------------------- |
| 1.                               | "The National Anthem" (Later... With Jools Holland - 09/06/01) |                                  |
| 2.                               | "Morning Bell" (Later... With Jools Holland - 09/06/01)        |                                  |
| 3.                               | "Idioteque" (Later... With Jools Holland - 09/06/01)           |                                  |

## Đánh giá
| Đánh giá chuyên môn  | Đánh giá chuyên môn |
| Điểm trung bình      | Điểm trung bình     |
| Nguồn                | Đánh giá            |
| -------------------- | ------------------- |
| Metacritic           | (80/100)            |
| Nguồn đánh giá       |                     |
| Nguồn                | Đánh giá            |
| Allmusic             | [ 14 ]              |
| BBC Music            | (tích cực)          |
| Robert Christgau     | (A−)                |
| Entertainment Weekly | (B+)                |
| PopMatters           | (8/10)              |
| Pitchfork Media      | (10.0/10.0)         |
| Rolling Stone        | [ 20 ]              |
| The Guardian         | [ 21 ]              |
| Record Collector     | [ 22 ]              |
| Spin                 | [ 23 ]              |
| Sputnikmusic         | 5.0/5.0             |

## Tôn vinh
| Nguồn đánh giá  | Quốc gia | Danh sách                                   | Năm  | Vị trí |
| --------------- | -------- | ------------------------------------------- | ---- | ------ |
| The Guardian    | Anh      | Album của thập kỷ                           | 2009 | 2      |
| Hot Press       | Ireland  | 100 album vĩ đại nhất                       | 2006 | 47     |
| Mojo            | Anh      | 100 album xuất sắc nhất giai đoạn 1993–2006 | 2006 | 7      |
| NME             | Anh      | 100 album vĩ đại nhất của Anh               | 2006 | 65     |
| Pitchfork Media | Mỹ       | Top 200 album của thập niên 2000            | 2009 | 1      |
| Rolling Stone   | Mỹ       | 500 album vĩ đại nhất                       | 2012 | 67     |
| Rolling Stone   | Mỹ       | 100 album xuất sắc nhất thập niên 2000      | 2009 | 1      |
| Spin            | Mỹ       | Top 100 album của 20 năm gần nhất           | 2005 | 48     |
| Stylus          | Mỹ       | 50 album xuất sắc nhất giai đoạn 2000–2004  | 2005 | 1      |
| Time            | Mỹ       | 100 album vĩ đại nhất                       | 2006 | *      |
| The Times       | Anh      | 100 album pop xuất sắc nhất                 | 2009 | 1      |
| Sputnikmusic    | Mỹ       | Top 100 album của thập kỷ                   | 2010 | 2      |

(*) không có thứ tự cụ thể

## Xếp hạng
| Bảng xếp hạng (2000)   | Vị trí cao nhất |
| ---------------------- | --------------- |
| UK Albums Chart        | 1               |
| US Billboard 200       | 1               |
| Australia              | 2               |
| Austria                | 5               |
| Belgium (Dutch)        | 3               |
| Belgium (French)       | 4               |
| Canada                 | 1               |
| France                 | 1               |
| German Long-play Chart | 4               |
| Ireland                | 1               |
| Italy                  | 3               |
| Netherlands            | 4               |
| New Zealand            | 1               |
| Sweden                 | 3               |
| Switzerland            | 8               |